# Oleacina guadeloupensis
Oleacina guadeloupensis е изчезнал вид сухоземно коремоного от семейство Oleacinidae.

## Разпространение
Този вид е бил ендемичен за остров Гваделупа в Западна Индия.